# Омельянець Микола Іванович
Мико́ла Іва́нович Омелья́нець (* 1938) — український лікар-гігієніст, вчений, педагог, організатор науки, доктор медичних наук (1975), професор (1979), лауреат Державної премії України в галузі науки і техніки (2007).

## Життєпис
Народився 1938 року. 
Після закінчення з червоним дипломом у 1961 році санітарно-гігієнічного факультету Дніпропетровського медичного інституту за направленням працював на посаді лікаря гігієніста-епідеміолога у санітарно-епідеміологічній службі Таджикистану.
З 1963 року уся подальша трудова діяльність М. І. Омельянця була пов'язана з наукою. У 1963–1966 роках він аспірант Київського НДІ загальної й комунальної гігієни (нині – Державна установа «Інститут громадського здоров'я ім. О. М. Марзєєва Національної академії медичних наук України»), в 1966–1967 роках – науковий співробітник, в 1967–1975 роках – учений секретар, в 1975–1981 роках – завідувач лабораторії радіаційної гігієни й екстремальних умов середовища перебування того ж інституту. 
1975 року здобув науковий ступінь доктора медичних наук, професор — від 1979-го.
У цей період він активно вивчав досвід світових досягнень щодо здійснення заходів по захисту навколишнього середовища (зокрема, у 1971 році у складі науковців СРСР вивчав досвід Федеративної Республіки Німеччини), працював в галузі гігієни водопостачання, радіаційної гігієни та медико-екологічних аспектів захисту довкілля й населення від дії радіації у зв’язку з розвитком атомної енергетики. 
За результатами його досліджень у напрямку гігієни водопостачання:
- визначено потреби України й обґрунтовано здійснення заходів з опріснення високо мінералізованих вод для господарсько-питного водопостачання;
- теоретично обґрунтовано, експериментально підтверджено та реалізовано на практиці проблему гігієни отримання води для пиття, миття тіла та повітря для дихання екіпажів космічних кораблів при довготривалих польотах у космос із вологовмісних відходів життєдіяльності людини та функціонування технічних пристроїв;
- теоретично обґрунтовано, експериментально розроблено та реалізовано на практиці проблему гігієни застосування безпечних матеріалів (метали, пластмаси), реагентів (для очистки води, кондиціювання мінерального складу води, знезараження води) й пристроїв для опріснення й регенерації води для пиття;
- теоретично розроблено методологію та здійснено обґрунтування грани́чно допусти́мої концентра́ції (ГДК) в регенерованих воді для пиття та повітрі для дихання низки хімічних речовин, які утворюються як продукти життєдіяльності людини та функціонування технічних пристроїв у герметично замкнених приміщеннях. 
За участі Омельянця М. І. було розроблено системи одержання води для пиття й миття тіла, повітря для дихання із вологовмісних відходів життєдіяльності людини, які стали основою для здійснення тривалих польотів людини в космос (забезпечення екіпажів космічних станцій «Салют» і «Мир»). 
На початку 70-х років в Україні передбачалося будівництво 40 атомних станцій всіх типів. Завдяки наполегливості професора Омельянця М. І. у 1977 році вперше в СРСР була створена лабораторія, яка одержала право проведення наукових досліджень на атомних електростанціях (АЕС). Це дозволило розпочати всебічні гігієнічні дослідження на Чорнобильській АЕС, зняти нульові фони на споруджуваних Південно-Українській, Рівненській й Хмельницькій АЕС. Із урахуванням експертних висновків лабораторії був доопрацьований проект будівництва Чорнобильської АЕС–2 та відхилені проекти будівництва Кримської й Чигиринської АЕС, Одеської атомної теплоелектроцентралі, ряду атомних станцій теплопостачання (АСТ) й атомних станцій промислового теплопостачання (АСПТ). 
Науковими досягненнями в напрямку радіаційної гігієни та медико-екологічних аспектів захисту довкілля й населення від дії радіації у зв’язку з розвитком атомної енергетики стали:
- розробка наукових основ охорони навколишнього природного середовища у зв’язку з розвитком атомної енергетики; 
- розробка гігієнічних обґрунтувань до застосування води водойм-охолоджувачів АЕС у народно-господарських цілях (господарське водопостачання, розведення риби, скиди стічних вод тощо);
- удосконалення методології зняття нульового фону при будівництві АЕС; 
- еколого-гігієнічне обґрунтування місць розташування АЕС. 
За результатами наукових розробок розроблено й розпочато реалізацію концепції експертизи розвитку атомної енергетики в Україні на основі еколого-гігієнічних критеріїв та радіаційної ємності територій; запропоновано зонування території України на основі радіаційно-екологічних критеріїв, яке має важливе значення при вирішенні питань розвитку національної атомної енергетики і дотепер; науково обґрунтовано використання води ставків-охолоджувачів АЕС у господарській діяльності. 
Упродовж 1981–1986 років професор Омельянець М. І. очолював кафедру загальної гігієни Київського національного медичного університету ім. О. О. Богомольця й забезпечував підготовку майбутніх лікарів на лікувальному, педіатричному, стоматологічному й санітарно-гігієнічному факультетах. Водночас, був заступником начальника Головного управління науково-дослідних робіт МОЗ УРСР (1975–1979 роках). 
З 1986 року наукова, науково-організаційна та практична діяльність М. І. Омельянця пов’язана з вирішенням гігієнічних, медичних, медико-екологічних та медико-демографічних проблем захисту довкілля й населення від дії іонізуючого випромінювання у зв’язку з Чорнобильською катастрофою. Упродовж 1986–2006 років він очолював лабораторію медичної демографії Інституту радіаційної гігієни і епідеміології Державної установи «Національний науковий центр радіаційної медицини Національної академії медичних наук України» (нині – Державна установа «Національний науковий центр радіаційної медицини, гематології та онкології Національної академії медичних наук України»), у 2007–2017 роках працював головним науковим співробітник зазначеної лабораторії.
Науковими доробками по цьому напрямку є:
- теоретичне обґрунтування й реалізація методології визначення впливу великомасштабної радіаційної аварії на медико-демографічні показники здоров’я;
- обґрунтування наукових основ створення й функціонування реєстрів осіб, які зазнали впливу радіації внаслідок Чорнобильської катастрофи;
- обґрунтування і реалізація наукових основ переселення жителів із радіоактивно забруднених у чисті місцевості;
- обґрунтування і реалізація наукових основ медичного захисту постраждалих внаслідок Чорнобильської катастрофи;
- обґрунтування створення й функціонування моніторингу за медико-демографічними наслідками Чорнобильської катастрофи;
- аналіз та оцінка рівнів радіоактивного забруднення об’єктів довкілля й доз опромінення населення та визначення їх впливу на здоров’я. 
Результати розробок із цього наукового напряму мають широке впровадження й знайшли відображення в: 
- створеному в 1986–1987 роках Всесоюзному розподільчому реєстрі осіб, які піддалися впливу радіації внаслідок аварії на Чорнобильській АЕС, а в незалежній Україні – Державного реєстру України осіб, які постраждали внаслідок Чорнобильської катастрофи; 
- законах України «Про статус і соціальний захист громадян, які постраждали внаслідок Чорнобильської катастрофи» та «Про захист людини від впливу іонізуючих випромінювань»; 
- гігієнічному нормативі «Допустимі рівні вмісту радіонуклідів 137Cs та 90Sr у продуктах харчування та питній воді» (ДР–2006);
- оцінках рівнів доз опромінення щитоподібної залози радіонуклідами йоду, які стали підґрунтям для віднесення в країні до числа постраждалих внаслідок катастрофи майже мільйона дітей; 
- Загальнодержавній програмі подолання наслідків Чорнобильської катастрофи на 2006–2010 роки (затверджена Законом України 06.03.2006 р.); двох виданнях збірника законодавчих та нормативних документів за 1991–2000 роки «Соціальний, медичний та протирадіаційний захист постраждалих в Україні внаслідок Чорнобильської катастрофи»; статистичних довідниках, відомчих інструкціях, методичних рекомендаціях й аналітичних довідках.
Під його керівництвом (з української сторони) здійснено міжнародні наукові проекти з питань оцінки смертності мешканців радіоактивно забруднених територій (спільно з Японією), смертності немовлят на радіоактивно забруднених територіях (Франко-Німецька ініціатива).
В 1990-2011 роках М. Омельянець був заступником Голови Національної комісії з радіаційного захисту населення України, в 1977-1979 роках - заступником Голови Міжвідомчої комісії з координації наукових досліджень установ АН України й МОЗ України в області медицини, в 1986-1990 роках - Головою союзної Проблемної комісії "Радіаційна демографія й епідеміологія". 
Упродовж багатьох років Микола Іванович був членом спеціалізованої вченої ради Д 26.604.01 при Державній установі «Інститут громадського здоров’я ім. О. М. Марзєєва Національної академії медичних наук України».
Результати досліджень професора М. І. Омельянця опубліковано у понад 450 наукових працях, у тому числі 20 монографіях, 7 авторських свідоцтвах. Вони стали підґрунтям для прийняття багатьох державних рішень, спрямованих на мінімізацію наслідків катастрофи, поліпшення демографічної ситуації, захисту здоров’я постраждалих внаслідок аварії на Чорнобильській АЕС.
Серед робіт:
- «Гігієна застосування йонообмінних смол в водопостачанні» (1979)
- «Гігієнічна оцінка якості газоподібного кисню, отримуваного електролізом води в системі з твердим полімерним електролітом» (1986)
- «Соціальний, медичний та протирадіаційний захист постраждалих в Україні внаслідок Чорнобильської катастрофи : Збірник законодавчих актів та нормативних документів. 1991-2000 роки. Видання друге – доповнене і доопрацьоване. Видання офіційне»; за заг. ред. В. Дурдинця, Ю. Самойленка, В. Яценка, В. Яворівського. Автори-упорядники: М. Борисюк, М. Омельянець, О. Бобильова, М. Гайовий, Н. Гунько, Н. Дубова, В. Ковальчук, В. Луцько, С. Омельянець, М. Орленко, П. Покутний, А. Савченко, В. Холоша (2001).
- «Медико-демографічні наслідки Чорнобильської катастрофи в Україні»; співавтори Дубова Н.Ф., Гунько Н.В, Карташова С.С., Омельянець С.М, Савченко А.Б. (2004)
- «Бесплатное питание пострадавших от аварии на ЧАЭС детей. Опыт Украины»; співавтор Наталья Пивень (2014)
- «Демографические потери Украины от Чернобыльской катострофы. Радиационным авариям стоп»;  співавтори Наталья Гунько, Наталья Дубовая (2015)
- «The health impacts of Chernobyl and Fukushima 30 and 5 Years Later»; coauthor A. Prysyazhnyuk, К. Loganovsky, E. Stepanova, S. Igumnov, D. Bazyka (2016).
- «Радіо-біофізичні та медико-гігієнічні наслідки Чорнобильської катастрофи: шляхи пізнання та подолання: практичний посібник сімейного лікаря»; співавтори Володимир Григорович Бебешко та Борис Самуїлович Прістер (2017).

Професор Омельянець М. І. особисто брав участь у ліквідації наслідків Чорнобильської катастрофи у 1986 році.
Лауреат Державної премії України в галузі науки і техніки 2007 року — за визначення механізмів радіоіндукованих онкогематологічних та онкологічних ефектів Чорнобильської катастрофи, розробку і впровадження новітніх технологій медичного захисту постраждалих, співавтори Базика Дмитро Анатолійович, Бебешко Володимир Григорович, Богданова Тетяна Іванівна, Бруслова Катерина Михайлівна, Епштейн Овсій Володимирович, Романенко Аліна Михайлівна, Тронько Микола Дмитрович.
За плідну працю мав державні нагороди України: Орден «Знак Пошани» (1976 р.), медаль «На відзначення 1500-річчя Києва» (1982 р.). За наукові розробки неодноразово отримував Почесні грамоти, грамоти та подяки Верховної Ради України, МНС, МОЗ та НАМН України.
Пішов із життя 16 вересня 2021 року на 83 році. Похований на Байковому кладовищі у м. Києві.